# Kartonmodellschiff
Ein Kartonmodellschiff ist die verkleinerte Nachbildung eines Schiffes aus dem Material Karton. Die detailgetreuen oder idealisierten Bausätze oder Baupläne für Schiffsmodelle realer Vorbilder werden in verschiedenen Maßstäben angeboten. In Deutschland ist im Schiffsmodellbau der Maßstab 1:250 am gebräuchlichsten.

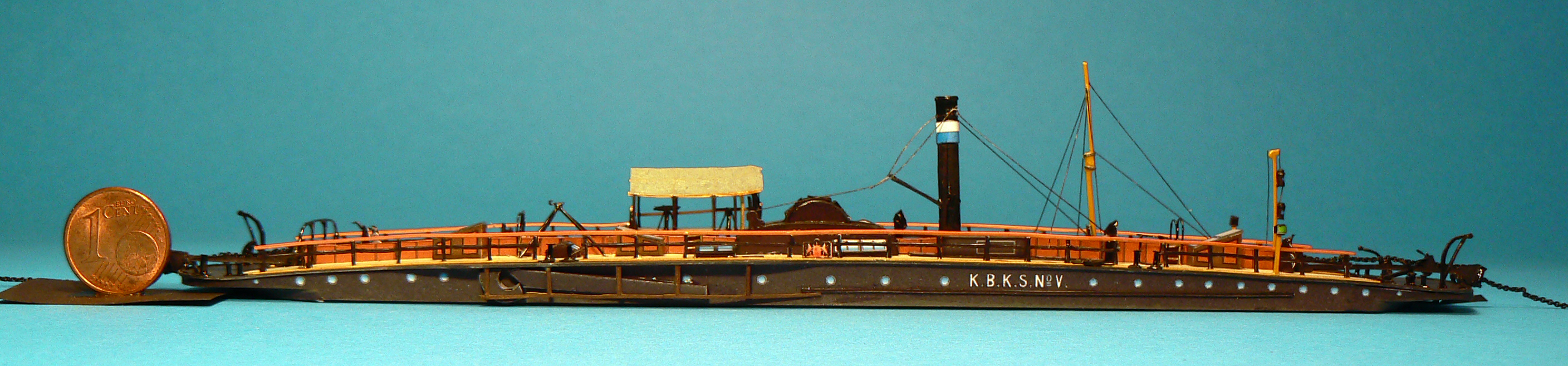
Kartonmodell des Kettenschleppers K.B.K.S. No. V im Maßstab 1:250

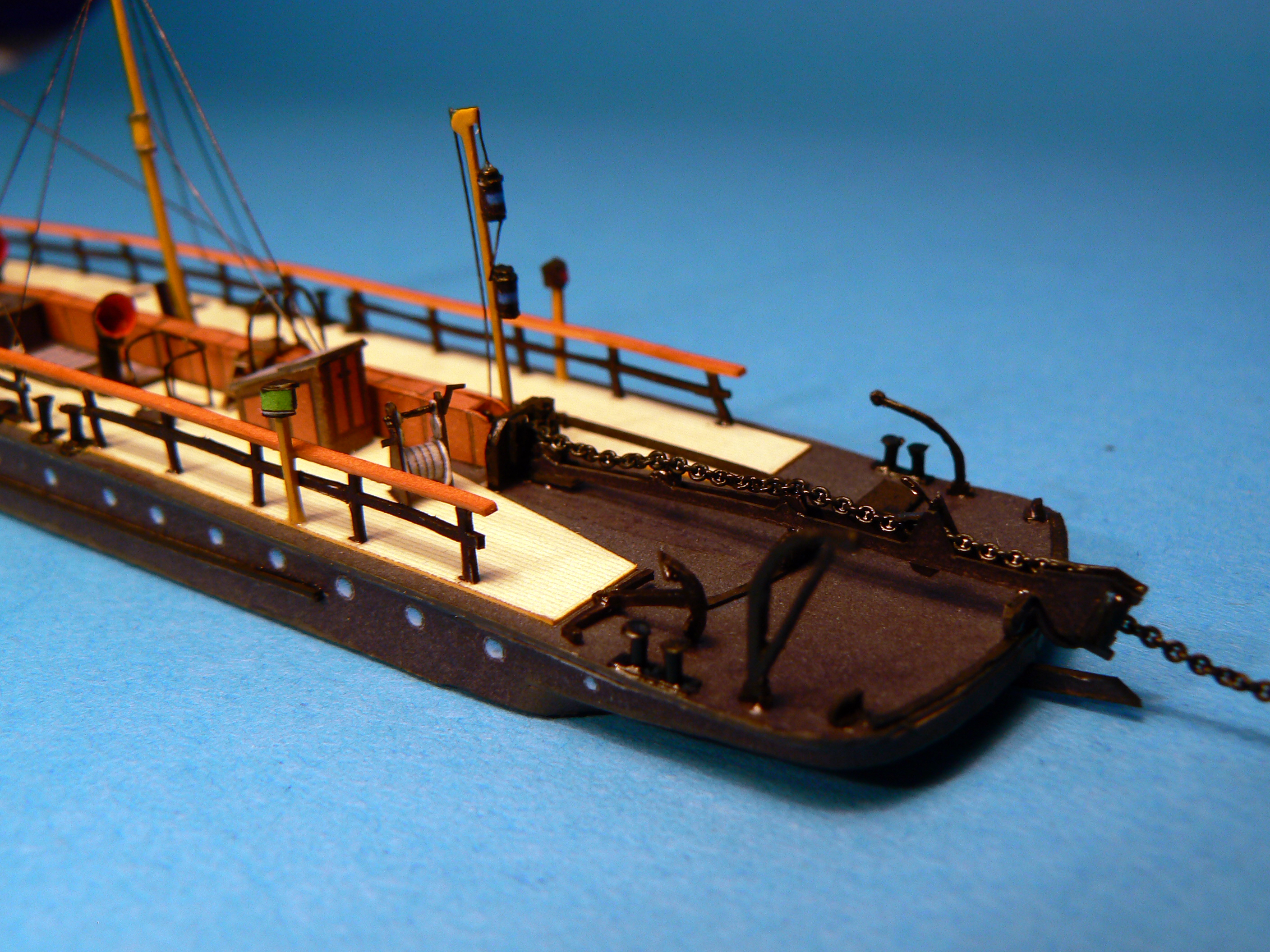
Ausschnitt des etwa 20 cm langen Modells des Kettenschleppers K.B.K.S. No. V

## Geschichte
Schon sehr lange werden Modelle von Schiffen gebaut. In altägyptischen Gräbern (ca. 2000 v. u. Z.) fand man Schiffsmodelle aus Ton und Holz. Im Laufe der Jahrhunderte verwendete man edle Hölzer, Elfenbein und verschiedene Metalle als Werkstoffe für den Schiffsmodellbau. Diese Stoffe waren zum Teil sehr kostbar und konnten nur durch Experten bearbeiten werden. So konnten sich als Einzelpersonen zum Beispiel nur reiche Reeder oder als Menschengruppen zum Beispiel wohlhabende Kirchengemeinden Schiffsmodelle leisten. Erst mit dem Einsatz von Karton als Werkstoff fand der Schiffsmodellbau eine weite Verbreitung.
Wurden Modellbaubögen zunächst mittels Lithographie hergestellt, kam der Kartonmodellbau mit der Erfindung des Offsetdrucks zu Anfang des 20. Jahrhunderts endgültig zum Durchbruch. Die Entwicklung von Modellschiffen aus Karton geht in Deutschland hauptsächlich mit der Marinebegeisterung Kaiser Wilhelm II. einher. Dieser sah Deutschlands Zukunft auf dem Meer. Reiche Familien konnten ihren Kindern teure Metallschiffsmodelle kaufen. Für die nicht so begüterten Schichten bot sich der billigere Karton als Werkstoff an.
Seit den 1870er Jahren gaben eine Vielzahl von Verlagen Modellbaubögen für Kartonmodellschiffe heraus. Eine herausragende Rolle spielte der Schreiber-Verlag aus Esslingen am Neckar. Er gab spätestens seit 1877 Modellbaubogen heraus. Diese Bastelbögen waren auf Kinder als Zielgruppe zugeschnitten. Die Einordnung als Spielzeug führte zu einer abwertenden Wahrnehmung des Kartonmodellschiffbaus.
Bei einer Kartonmodellschiffausstellung 1989 wies Siegfried Stölting vom Deutschen Schifffahrtsmuseum in Bremerhaven anhand der Bögen des Schreiber-Verlags nach, dass die Detailfreudigkeit eines Modells je nach der politischen Lage variiert. In außenpolitisch turbulenten Zeiten wurden nur sehr einfache Modelle gedruckt, praktisch als eine Art Propaganda, während in ruhigeren Zeiten die Konstruktionen wesentlich detailreicher wurden.
Seit den 2000er Jahren hat das Interesse an Kartonschiffsmodellen stark zugenommen. Dies hat zur Folge, dass immer mehr Verlage Kartonschiffsmodellbaubögen auf den Markt bringen.

## Verlage (Auswahl)

### Schreiber-Verlag
Der 1831 gegründete Schreiber-Verlag bietet Kartonmodellschiffe in den Maßstäben von 1:50 bis 1:400. Das bisher größte Schiffsmodell dieses Verlages ist das Modell der Imperator aus dem Jahr 1914.
Nach dem Ende des Zweiten Weltkriegs 1945 nahm der Schreiber-Verlag schon Ende der 1940er Jahre den Vertrieb von neuen Modellen auf. Ein Glanzstück stellt die schwimmfähige Bremen von 1959 im Maßstab 1:200 dar. Damit knüpfte Schreiber an die Vollrumpfmodelle der Vorkriegszeit an.
Der J.-F.-Schreiber-Verlag bzw. seine Nachfolgeunternehmen produzieren spätestens seit den 2000er Jahren keine Kriegsschiffmodelle mehr und legt auch keine Reprints auf.

### Lehrmittelinstitut / Möwe Verlag

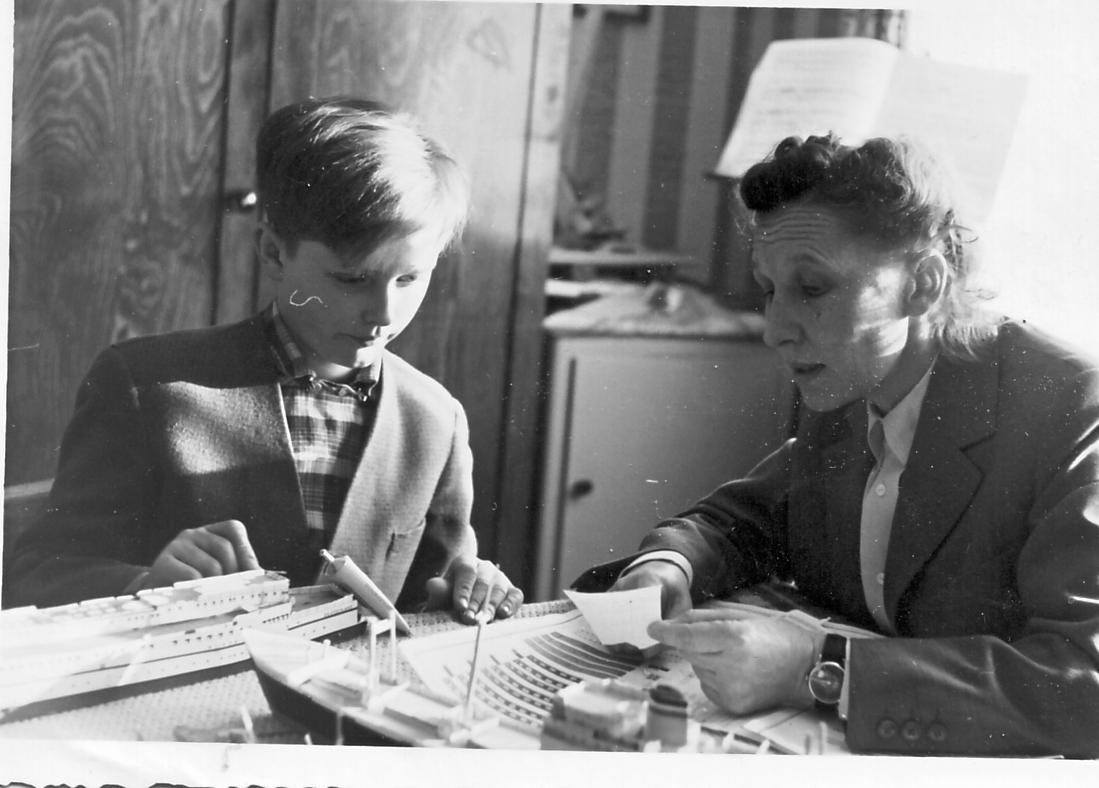
Kartonmodellschiffe aus Wilhelmshavener Modellbaubögen, 1958

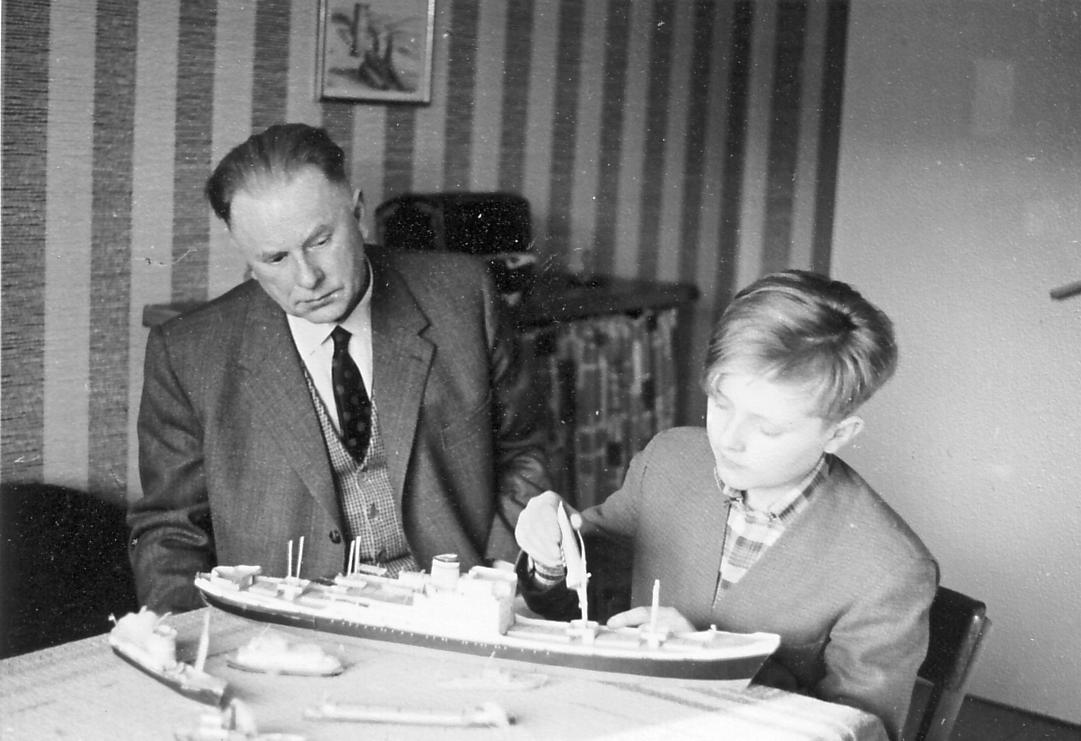
Kartonmodellschiffe aus Wilhelmshavener Modellbaubögen, 1958

In den frühen 1950er Jahren begann in Wilhelmshaven das Lehrmittelinstitut (LI) mit der Edition der später sehr bekannten Wilhelmshavener Modellbaubögen. Während Schreiber nach dem Krieg an Marineschiffen nur noch ein U-Boot und den Flugzeugträger Graf Zeppelin herausgab und ansonsten auf Militaria verzichtet, konstruierte das Lehrmittelinstitut als eines seiner ersten Modelle im Juni 1956 die Bismarck und andere Einheiten der Kriegsmarine. Mitte 1956 entstanden die Modellbaubögen der zivilen Schiffe Santa Teresa und Hamburg.
Das LI entwickelte mit dem Wasserlinienmodell die für deutsche Kartonmodellschiffe häufigste Bautechnik. Diese hatte typischerweise auf einem Grundriss-Schnitt in Höhe der Wasserlinie einen Längsspant-Aufbau mit eingesteckten Querspanten. Besonders breite Schiffsmodelle hatten doppelte Längsspanten. Ein erstes Vollrumpfmodell wurde mit dem Modell Nr. 1218 des ersten Atom-U-Bootes, der USS Nautilus – SSN-571 der United States Navy, 1958 oder früher entwickelt, das wahlweise als Wasserlinien- oder Vollrumpfmodell gebaut werden konnte.
Die Modelle des LI sind überwiegend im Maßstab 1:250 konstruiert, um sie vergleichen zu können. Zugleich wurde ein differenzierter Liniencode eingeführt. Ab Ende 1957 wurden die Schiffe detailreicher. Ausgangs der 1950er Jahre versuchte man sich im LI auch mit dem Maßstab 1:500. Bis Anfang der 1960er Jahre blieb das LI der führende Kartonschiffsmodellverlag nicht nur in Deutschland. Die größten Modelle stellen die Flugzeugträger Forrestal und Nimitz dar.
Das LI gab auch von 1957 bis in die frühen 1960er Jahre die Modellzeitschrift Möwe heraus. Diese erscheint seit 1988 erneut – bis heute. Nach der Schließung des LI erschienen die Wilhelmshavener Modellbaubogen zunächst im Jade-Verlag, seit 1988 ununterbrochen im Möwe-Verlag.

### Verlag Junge Welt
Auf der östlichen Seite der innerdeutschen Grenze wurden Kartonmodellschiffe im Verlag Junge Welt veröffentlicht. Diese Schiffe machten ebenfalls eine Entwicklung von einfach konstruierten bis detailfreudigeren Schiffen durch. Zu nennen wären da die Fähre Stralsund (1:200) oder Atomeisbrecher Lenin (1:200). Diese Modelle aus der DDR sind im Maßstab 1:200 oder 1:500 konstruiert.

### Alster Verlag, Hamburg
Der Tiefpunkt des Kartonmodellschiffbaues ab der Mitte der 1960er Jahre dauerte bis etwa Ende der 1980er Jahre. Zwar versuchte der Konstrukteur Peter Brandt im Alsterverlag, Hamburg 1977 mit der Peter Pan und der Hamlet einen Neubeginn (alle Modelle in 1:250), aber die Zeit für einen Neustart war noch nicht reif.

### Deutsches Schifffahrtsmuseum
Ein fulminanter Neubeginn gelang erst dem Deutschen Schifffahrtsmuseum unter Dr. Stölting mit der überaus erfolgreichen Ausstellung Schiffe aus Karton im Jahr 1989. Seit dieser Zeit veröffentlicht das DSM Modelle von Schiffen, Seezeichen und Hafenanlagen (Schleusen, Docks, Kräne) in den verschiedenen Maßstäben und Schwierigkeitsgraden. Zu nennen wäre als anspruchsvolleres Modell der Bergungsschlepper Seefalke in 1:100, die Bark Seute Deern von 1919 in 1:100 oder eine Hansekogge in 1:50.

### Hamburger Modellbaubogen Verlag (HMV)
Als einer der ersten Verlage etablierte sich auf der neuen Modellbauwelle der Hamburger Modellbaubogen Verlag, der mit der Panzerkorvette S.M.S. Sachsen von Markus Wiekowski 1993 modellbautechnisch gesehen Neuland betrat. HMV steht im Maßstab und Liniencodierung in der Tradition des Wilhelmshavener Lehrmittelinstitutes (heute Möwe Verlag). Musste man die Modelle früher oft selber Supern und Einzelheiten anfertigen, werden von HMV bis in die letzten Details durchkonstruierte Modelle angeboten. Sogar Innenräume werden dargestellt oder Schnittmodelle veröffentlicht, so z. B. die Bremen von 1929. Spätestens mit den Modellen des HMV kann beim Kartonmodellschiffbau nicht mehr von Spielzeug oder von Modellschiffchen sprechen. Schiffsmodelle dieser Qualität erfordern die Kenntnisse von Experten. Der Kleine Kreuzer Undine der Kaiserlichen Marine wurde als erstes Modell dieses Verlages mit einem Unterwasserschiff versehen. Das bisher aufwändigste Modell stellt die Bismarck dar. Der HMV offerierte vorübergehend Fotoätzteile zum Supern, da manche Bauteile wie Relinge aus Karton nur schwer originalgetreu dargestellt werden können. Für solche Bauteile werden in diesem Verlag heute maßgeschneiderte gelaserte Detailsätze angeboten.
Die Scheuer & Strüver GmbH, zu der der Hamburger Modellbaubogen Verlag gehörte, musste im Oktober 2009 Insolvenz anmelden. Eine ehemalige Mitarbeiterin des Unternehmens erwarb Ende 2009 alle mit dem Verlag zusammenhängenden Rechte und Modellbaubögen und führt den Verlag von einem neuen Firmensitz aus unter dem alten Namen HMV Hamburger Modellbaubogen Verlag weiter.

### Passat-Verlag
1992 gründete Joachim „Aki“ Schulze, bis dahin Mitinhaber des Möwe-Verlags, gemeinsam mit 3 weiteren Partnern den Passat-Verlag, der ebenfalls im Maßstab 1:250 Modelle anbietet. Dieser Verlag veröffentlicht im Wesentlichen nur einen Modellbogen pro Jahr, der aber sehr detailliert ist. Zu nennen ist als erstes Modell das Segelschiff Passat, das dem Verlag den Namen gegeben hat. Mit dem Feuerschiff ELBE 1 (Bürgermeister O’swald) bot der Verlag erstmals zum Modell passende, im Fotoätzverfahren hergestellte Detailsätze an.

### Verlag cfm, München
Der in München ansässige cfm-Verlag lässt seine Schiffsmodelle im Maßstab 1:250 überwiegend von polnischen Konstrukteuren zeichnen. Weiterhin gibt cfm Kranich-Modelle aus der ehemaligen DDR nun im Maßstab 1:250 als Reprint heraus, so den schon oben erwähnten Eisbrecher Lenin. Als ein Glanzlicht gilt der Schwere Kreuzer Prinz Eugen, der sehr reich detailliert wurde, aber in der ersten Auflage auf einem zu kleinen Rumpf gebaut wurde. Die zweite Auflage hat diesen Fehler behoben.

### Mitteldeutscher Kartonmodell-Verlag, Berlin
Schiffe, aber auch Gebäude oder anderes technische Gerät aus der DDR betreut der Mitteldeutsche Kartonmodell-Verlag in Berlin. Die Schiffsmodelle sind in 1:250 gezeichnet, so zum Beispiel die Greif ehemals Wilhelm Pieck. Die Modelle dieses Verlages sprechen den Betrachter an und richten sich eher an Modellbauer, die kein hochkompliziertes Modell bauen möchten. Die Kartonstärke ist etwas dicker als bei Möwe oder HMV.

### Weitere Verlage
Conysmodellbau aus Berlin gibt im Selbstverlag Ostseefähren heraus, darunter die Deutschland aus den 1930er Jahren. Die Modelle können in 1:250 oder in 1:160 geliefert werden.
Wichtigste polnische Verlage sind JSC (gegründet 1991 in Gdańsk-Oliwa) und GPM, die ihre Modelle in 1:200, 1:250 und 1:400 anbieten. Meistens besteht deren Sortiment aus Kriegsschiffen verschiedener Nationen. So findet man viele japanische und britische Kriegsschiffe. Unter dem Namen Scaldis offeriert JSC Modelle niederländischer Herkunft. Unter den Konstrukteuren sind auch ehemalige Ingenieure der Danziger Werft.
Ein kleiner Familien-Verlag namens Shipyard, gegründet 1985 durch Lidia und Krzysztof Klyszynski, bietet in den Maßstäben 1:72 und 1:92 historisch originalgetreue Modelle.
Kartonmodellschiffe kann man auch als kostenlose Downloads mancher Kleinverlage wie dem britischen D. Hathaway oder dem US-amerikanischen Walden beziehen. Ebenfalls aus den USA stammt die Gratisreihe Civil War Buff’s Historic Paper Models. Es sind bisher sieben Modelle von Schiffen aus dem Sezessionskrieg erschienen.
Gratis-Modelle zum Download und selbständigen Ausdruck auf Papier in gehobener Qualität finden sich auf der Website des japanischen Kamera-, Scanner- und Drucker-Herstellers Canon.